# Самойлов, Вячеслав Павлович
Само́йлов Вячесла́в Па́влович (род. 11 апреля 1948, Москва) — российский военный и научный деятель, учёный в области проектирования оптико-электронных систем, доктор технических наук (1999), академик РАЕН (1997), полковник в отставке.

## Биография
Вячеслав Самойлов родился 11 апреля 1948 года в городе Москве.
В 1967 году поступил и в 1972 году окончил физический факультет Московского Государственного Университета имени Ломоносова, специальность – физик.
С 1972 по 1973 годы работал инженером в КБ «Алмаз» и одновременно в ФИАН СССР. Выполнил большой объем научных расчётов на ЭВМ и экспериментальных работ на созданной им специальной установке.
В 1973 году был призван на действительную военную службу и до увольнения в запас в 1998 году пошел служебные ступени от лейтенанта – младшего военного представителя до полковника – заместителя начальника экспертно-аналитического управления Генерального штаба ВС РФ (ЭАУ ГШ ВС РФ). 
За время службы в ВС СССР/РФ награжден 9 государственными и ведомственными медалями.
С 1998 по 2017 годы работал в должности заместителя генерального директора, с 2017 года в должности директора по оборонным проектам и программам Государственного научно-исследовательского института авиационных систем (ГосНИИАС).
За время службы в ВС СССР/РФ и работы в ГосНИИАС принимал активное участие в разработке авиационных боевых комплексов 3, 4, 4+ и 5 поколений и в оснащении их высокоточным управляемым вооружением. В период боевых действий в Афганистане принимал участие в разработке системы защиты советской ударной, а также военно-транспортной авиации, участвовавшей, в том числе, в оказании гуманитарной помощи.
В работах по заказам ЭАУ ГШ ВС РФ занимался изучением нетрадиционных методов получения и передачи информации.
Самойлов работал также в области авиационных прицельно-навигационных комплексов, оптико-электронных информационных систем, надёжности и безопасности эксплуатации авиационного вооружения. Защитил диссертацию кандидата технических наук в ВВИА им. Н.Е. Жуковского в 1986 году, диссертацию доктора технических наук – в Московском институте геодезии и картографии в 1999 году. С 1996 года является действительным членом Российской академии естественных наук.

## Звания и награды

### Звания
- кандидат технических наук (1986 г.)
- доктор технических наук (1999 г.)
- действительный член Российской академии Естественных наук (1996 г.)
- академик Российской академии Естественных наук (1997 г.)
- воин-интернационалист
- ветеран военной службы
- Почётный авиастроитель РФ

### Награды
- медаль «За трудовое отличие» СССР (1982 г.)
- девять медалей Минобороны СССР и России
- медаль «Воину-интернационалисту от благодарного афганского народа» (Афганистан)
- лауреат премии Правительства РФ в области науки и техники